# 魏楠
魏楠（Wei Nan，1984年1月4日—），香港男子羽毛球运动员。

## 簡歷
2010年10月，魏楠出戰越南羽毛球大獎賽，並打進男子單打決賽，最終以0比2（13-21、14-21）不敵中國的陈跃坤，屈居亞軍。

### 2014年世錦賽
2014年8月，魏楠參加丹麥哥本哈根舉行的世界羽毛球錦標賽，出戰男子單打項目。他在首圈以2比1力克13號種子、日本的桃田賢斗晉級，次圈再以2比1擊敗斯里蘭卡的迪奴卡·卡鲁纳拉特纳；但在第三圈面對6號種子、中國的王睁茗，就以0比2（15-21、18-21）落敗，16強止步。

### 2015年世錦賽晉八強
2015年8月，魏楠參加印尼雅加達舉行的世界羽毛球錦標賽，出戰男子單打項目。他先在首圈以2比1力克美國的舒之顥，次圈又以2比1力克15號種子、主場出戰的汤米·苏吉亚托晉級；第三圈面對馬來西亞的新秀祖尔法里·祖基菲里，亦以2比0（21-15、21-9）勝出；但至半準決賽，他卻以0比2（6-21、14-21）大敗給4號種子、日本的桃田賢斗，8強止步。

### 2017年世錦賽
2017年8月，魏楠參加蘇格蘭格拉斯哥舉行的世界羽毛球錦標賽，出戰男子單打項目，首圈就以0比2（18-21、17-21）不敵15號種子、印度的塞·帕拉内斯·B出局。

## 主要比賽成績
只列出曾進入準決賽的國際賽事成績：
| 年份   | 賽事                     | 公開賽級別 | 項目     | 成績   |
| ------ | ------------------------ | ---------- | -------- | ------ |
| 2010年 | 越南羽毛球大獎賽         | 大獎賽     | 男子單打 | 亞軍   |
| 2013年 | 印尼羽毛球國際挑戰賽     | 國際挑戰賽 | 男子單打 | 準決賽 |
| 2013年 | 荷蘭羽毛球大獎賽         | 大獎賽     | 男子單打 | 冠軍   |
| 2014年 | 中國羽毛球國際挑戰賽     | 國際挑戰賽 | 男子單打 | 亞軍   |
| 2014年 | 中國羽毛球大師賽         | 黃金大獎賽 | 男子單打 | 準決賽 |
| 2014年 | 中華台北羽球黃金大獎賽   | 黃金大獎賽 | 男子單打 | 準決賽 |
| 2014年 | 亞洲運動會羽毛球比賽     | 其他       | 男子單打 | 銅牌   |
| 2015年 | 中國羽毛球大師賽         | 黃金大獎賽 | 男子單打 | 準決賽 |
| 2015年 | 中華台北羽毛球黃金大獎賽 | 黃金大獎賽 | 男子單打 | 準決賽 |
| 2016年 | 印尼羽毛球大師賽         | 黃金大獎賽 | 男子單打 | 準決賽 |

| 2007-2017年 | 首要超級賽 | 超級賽 | 黃金大獎賽 | 大獎賽 | 國際挑戰賽 | 國際系列賽 | 未來系列賽 | 其他 |

| 2018-2026年 | 總決賽 | 超級1000賽 | 超級750賽 | 超級500賽 | 超級300賽 | 超級100賽 | 國際挑戰賽 | 國際系列賽 | 未來系列賽 | 其他 |

### 奧運會和世錦賽參賽紀錄
|          | 2014 | 2015 | 2016 | 2017 |
| -------- | ---- | ---- | ---- | ---- |
| 男子單打 | 16強 | 8強  | －   | 64強 |